# 8613 Cindyschulz
A 8613 Cindyschulz (ideiglenes jelöléssel (8613) 1978 VE10) a Naprendszer kisbolygóövében található aszteroida. Eleanor F. Helin és Schelte J. Bus fedezte fel 1978. november 7-én.